# 萊德亞德鎮區 (愛荷華州科蘇特縣)
萊德亞德鎮區（英語：Ledyard Township）是位於美國愛荷華州科蘇特縣的一個行政鎮區。

## 地方資料
根據2010年美國人口普查的數據，萊德亞德鎮區的面積為93.28平方千米，當中陸地面積為93.26平方千米，而水域面積為0.02平方千米。當地共有人口547人，而人口密度為每平方千米5.86人。